# Pavel Novotný (acteur pornographique)
Pour les articles homonymes, voir Pavel Novotný.
Pavel Novotný (né Jaroslav Jirík le 5 février 1977 à Prague) est un acteur pornographique tchèque, également connu sous les pseudonymes de Max Orloff ou Jan Dvorak. 
Il est apparu dans des films pornographiques homosexuels, bisexuels et hétérosexuels. Il est connu pour sa beauté masculine, sa musculature bien définie et son pénis non circoncis. Il joue aussi bien le rôle du passif que de l'actif mais sa préférence va à ce dernier. Il a commencé à apparaître dans les films pornographiques en 1999.

## Filmographie partielle

### Pornographique

#### Sous les noms de Pavel Novotný ou Max Orloff
- 1999 : Czech Point de John Travis (Studio 2000), avec Chris Steele, Nick Savage, Steve Harper, Michael Brandon, Geoff Ashton, Thomas Lloyd et Ales Hanak
- 2000 : The Back Room de Jan Novak (Studio 2000), avec Martin Bolek, Vilem Cage, Vasil Dudov, Matus Hornay, Slavo Kopecky, Miro Lauko, Ondra Seky et Felix Slovacek
- 2000 : Prague Buddies 2 : Verbotene Liebe de William Higgins (William Higgins Productions), avec Pavel Korsakov, Jirka Kalvoda, Mylan Forman, Liber Taborsky, Martin Bolshoi, Martin Pravda, Zdenek Romany, Roman Tomas, Ivan Romanoff, Jamon Ramon, Milan Dabelsky, Jarda Waldek et Marco Giacomo
- 2000 : Prague Rising de Derek Kent (Studio 2000), avec Ales Hanak (Jirka Kalvoda) et Pavel Novotny, avec Jon Eric, Eric Stuart, Bobby Parks et Kristian Brooks
- 2000 : Teamplay de George Duroy (Bel Ami), avec Julian Armanis, Oleg Vronski, Ion Davidov, Adam Cartier, Martin Eden, Ivan Fjodorov, Nikola Gismondi, Marek Kodes, Justin Marino, Jacques Melliés, Karl Moser, Filip Olivier et Karl Tenner
- 2001 : Coverboys  de George Duroy (Bel Ami), avec Lukas Ridgeston, Johan Paulik, Sebastian Bonnet, Tim Hamilton, Claude Cocteau, Jason Paradis, Max Orloff, Oleg Vronski, Adam Cartier, Adam Jannin, Paolo Estefan, Patrik Zsolt, Oliver Krist, et Filip Olivier
- 2002 : Out At Last 2 : Bonbons  de George Duroy (Bel Ami), avec Sebastian Bonnet, Dano Sulik, Filip Olivier, Marek Antonov, Marcel Bouvier, Ivan Dudikoff, Paolo Estefan, Ales Hanak, Sasha Kasparov, Marek Kodes, Martin Lennox, Justin Marino, Ed Marlow, Tibor Miklos, Mikhail Palenki, Mirko Polakov, Ramon Valenti, Oleg Vronski et Pavol Zurek
- 2003 : Julian de George Duroy (Bel Ami), avec Julian Armanis, Chris Cameron, Alan Connery, Pierre Delon, Tommy Hansen, Adrian Kinski, Andre Pagnol et Danny Saradon
- 2003 : Under the Big Top de Lucas Kazan (Kristen Bjorn/Sarava/Lucas Kazan), avec Vilem Cage (Cage Kajc, Martin Karvina), Slava Petrovich, Pietro Rosselli, Ivan Andros, Antonio Armani, Antton Harri, Cesar Moreno, Tiziano Cortese, Max Veneziano et Sergio Perrini

#### Sous le nom de Jakub Moltin
- 2000 : Cock Tail Gang Bang (Jet Set International), avec Curt Studni (Mylan Forman), Martin Karvina (Vilem Cage, Jan Hofman), Mikhal, David Glanz, Jarda Malek, Petr Katja (Ales Hanak, Jirka Kalvoda) et Jri Sydnec

#### Sous le nom de Jaroslav
- 1998 : 101 Men Part 4 de Marty Stevens

### Non pornographique
- 2014 : La Belle et la Bête de Christophe Gans : Un brigand[1]
- 2015 : L'Honneur des guerriers de Kazuaki Kiriya : Raiden's / Olaf's Man[1]
- 2016 : Les Visiteurs : La Révolution de Jean-Marie Poiré : Hugues de Puisset[1]